# Боярский (коктейль)
Боярский — коктейль, состоящий из гренадина, водки и нескольких капель соуса табаско. Подается в стопках, на дно стопки наливается слой гренадина, сверху него, по коктейльной ложке или по лезвию ножа укладывается слой водки, после чего добавляется острый соус.
Популярен в России, особенно в Санкт-Петербурге. Название коктейля связывают с актёром М. С. Боярским. Коктейль иногда называют главным коктейлем города.
По неофициальным данным коктейль был придуман в 2004 году.